# حويتة
حويتة، هي قرية من فئة (ب) تقع في محافظة مرات، والتابعة لمنطقة الرياض في السعودية. وتبعد حويتة عن محافظة مرات بمسافة تقارب (89) كم.